# Vân Trường (xã)
Vân Trường là một xã nằm ở cực Tây của huyện Tiền Hải, tỉnh Thái Bình, Việt Nam.
Xã có diện tích 6,23 km², dân số năm 2021 là 9.176 người (Cục Thống kê Thái Bình ngày 8/3/2022), mật độ dân số đạt 1.473 người/km².

## Vị trí Địa Lý
Xã Vân Trường nằm ở cực Tây của huyện Tiền Hải. Phía Bắc và Đông Bắc giáp xã Phương Công, phía Đông giáp xã Tây Phong, phía Nam giáp xã Bắc Hải (đều của huyện Tiền Hải). Phía Tây giáp xã Quang Trung và phía Tây Bắc giáp xã An Bồi huyện Kiến Xương.

## Lịch sử
Ngày 10 tháng 9 năm 1969, xã Vân Trường cùng với các xã An Ninh, Bắc Hải, Phương Công, Vũ Lăng thuộc huyện Kiến Xương được chuyển về huyện Tiền Hải quản lý.
Năm 2014, Vân Trường đạt chuẩn Nông thôn mới. Năm 2022, cùng xã Tây Giang và Đông Lâm là 1 trong 3 xã đầu tiên của huyện Tiền Hải đạt chuẩn Nông thôn mới nâng cao.

## Hành chính
Xã gồm 8 thôn: Thôn Bắc Trạch 1, Thôn Bắc trạch 2, Thôn Quân Bắc Đình, Thôn Quân Bắc Đoài, Thôn Quân Bắc Đông, Thôn Quân Bắc Nam, Thôn Quân Cao, Thôn Rạng Đông.

## Địa danh

### Giáo xứ Bác Trạch
Bài chi tiết: Giáo xứ Bác Trạch
Đền Thánh Kính Lòng Chúa Thương Xót Bác Trạch (còn gọi là Đền Thánh Bác Trạch, Nhà thờ Bác Trạch) là tên một nhà thờ Công giáo Roma thuộc Giáo phận Thái Bình, Việt Nam. Nhà thờ Bác Trạch nằm ở xã Vân Trường, huyện Tiền Hải, tỉnh Thái Bình, cách Thành phố Thái Bình 23 km đi về hướng đông. Nhà thờ Bác Trạch một trong những nhà thờ đẹp và lớn nhất Việt Nam hiện nay.
Giáo xứ Quan Cao